# Kia Nurse
Kia Nurse, född 22 februari 1996, är en kanadensisk basketspelare som spelar för Seattle Storm.

## Klubbkarriär
Nurse studerade och spelade basket på University of Connecticut mellan 2014 och 2018.

### WNBA
I WNBA:s draft 2018 draftades hon som 10:e spelare i den första omgången av New York Liberty. Nurse debuterade i Women's National Basketball Association den 20 maj 2018 mot Chicago Sky och gjorde 17 poäng i matchen.  Den 2 juni 2018 gjorde Nurse sin poängmässigt bästa match för säsongen då hon gjorde 34 poäng i en match mot Indiana Fever. Nurse spelade i samtliga 34 matcher under sin debutsäsong i WNBA.
Säsongen 2019 spelade Nurse återigen samtliga 34 matcher och blev denna gång vald till startspelare i WNBA:s "All-Star-match". Hon blev blott den tredje kanadensiska spelaren att bli uttagen i en All-Star-match. Under säsongen snittade hon 13,7 poäng, 2,5 returer och 2,3 assister per match.

### Canberra Capitals
Den 9 augusti 2018 skrev Nurse på för australiska Canberra Capitals över säsongen 2018/2019. Hon var under säsongen med om att vinna Women's National Basketball League (WNBL) med klubben.
Den 26 mars 2019 meddelades det att Nurse skulle återvända till Canberra Capitals för säsongen 2019/2020. I februari 2020 blev hon utsedd till den Mest värdefulla spelaren i WNBL. I mars 2020 var hon med och vann sin andra raka titel i WNBL med Canberra.

## Landslagskarriär
Nurse tävlade för Kanada vid olympiska sommarspelen 2016 i Rio de Janeiro. Hon var en del av Kanadas lag som slutade på 7:e plats.

## Klubbar
- UConn Huskies (2014–2018)
- New York Liberty (2018–2020)
- Canberra Capitals (2018–2020)
- Phoenix Mercury (2021–2022)
- Seattle Storm (2023–)

## Privatliv
Nurse kommer från en idrottsfamilj och är dotter till Richard och Cathy Nurse. Richard Nurse spelade kanadensisk fotboll i Canadian Football League och Cathy Nurse spelade basket på McMaster University. Hennes äldre syster, Tamika, spelade basket på University of Oregon och Bowling Green State University. Hennes äldre bror, Darnell är en professionell ishockeyspelare.